# Eupanacra moseri
Eupanacra moseri is een vlinder uit de familie van de pijlstaarten (Sphingidae). De wetenschappelijke naam van de soort is voor het eerst geldig gepubliceerd in 1930 door Bruno Gehlen.